# Census Area di Valdez-Cordova
La Census Area di Valdez-Cordova, in inglese Valdez-Cordova Census Area, è una census area dello stato dell'Alaska, negli Stati Uniti, parte dell'Unorganized Borough. La popolazione al censimento del 2000 era di 10.195 abitanti.

## Geografia fisica
La census area si trova nella parte meridionale dello stato. Lo United States Census Bureau certifica che la sua estensione è di 104.115 km², di cui 15.229 km² coperti da acque interne.

### Suddivisioni confinanti
- Census Area di Southeast Fairbanks - nord
- Yukon - est
- Yakutat City and Borough - sud-est
- Borough della Penisola di Kenai - ovest
- Anchorage - ovest
- Borough di Matanuska-Susitna - ovest

## Centri abitati
Nella Census Area di Valdez-Cordova vi sono 3 comuni (city) e 22 census-designated place.

### Comuni
- Cordova
- Valdez
- Whittier

### Census-designated place
- Chenega
- Chisana
- Chistochina
- Chitina
- Copper Center
- Copperville
- Gakona
- Glennallen
- Gulkana
- Kenny Lake
- McCarthy
- Mendeltna
- Mentasta Lake
- Nelchina
- Paxson
- Silver Springs
- Slana
- Tatitlek
- Tazlina
- Tolsona
- Tonsina
- Willow Creek